# Vyhaslý oheň
Vyhaslý oheň je sedmé studiové album brněnské skupiny Kamelot, vytvořené společně s českým písničkářem, blízkým přítelem Romana Horkého, Lubošem "Lampou" Dvořákem, žijícím v Kanadě. Kompaktní disk vydalo Monitor EMI v roce 1997, nahráno bylo ve studiu "V" ve Zlíně. Obsahově se jedná o trampské písně.
Několik let po nahrání, 3. července 2004 brzy nad ránem při návratu z festivalu Trampská porta v Jihlavě, havaroval Viktor Porkristl, když u Hluboké nad Vltavou narazil do stromu. V bezvědomí a s těžkými poraněními byl převezen do českobudějovické nemocnice. Při incidentu zemřel na místě spolujezdce Luboš Dvořák, se kterým Kamelot nahrál toto album.

## Obsazení
Obsazení skupiny:
- Roman Horký – sólo kytara, bottleneck, sólový zpěv
- Luboš "Lampa" Dvořák – doprovodné kytary, sólový zpěv
- Viktor Porkristl – sbory
- Jaroslav Zoufalý – percussione, sólový zpěv
- Petr Rotschein – sbory
- Max Forst – foukací harmonika, jako host
- Petr Surý – kontrabas, jako host
- Ctibor Hliněnský – bicí, jako host

## Skladby
1. Vyhaslý oheň
2. Tisíce cest
3. Vracím se, vracím
4. Velikej kamarád
5. Tulák
6. Dobrý srub
7. Velikonoce lampáře Tonyho
8. Pahorky
9. Smutná neděle
10. Vlak bez naděje
11. Podzim
12. Chudák